# Kyriakos Mitsotakis
Kyriakos Mitsotakis (græsk: Κυριάκος Μητσοτάκης) (født 4. marts 1968 i Athen) er en græsk politiker. Han er partileder for partiet Nyt Demokrati og var Grækenlands premierminister fra 8. juli 2019 til 24. maj 2023 og siden 26. juni 2023.
Han er søn af Grækenlands tidligere premierminister Konstantinos Mitsotakis.